# يربوع بن حنظلة
يربوع بن حنظلة بن مالك التميمي شاعر جاهلي وجد قبيلة بني يربوع من بني تميم ومن أحفاده الكثير من الصحابة والفرسان والأمراء والشعراء والعلماء، وكان شريفاً أبرصاً قال الجاحظ: «ومن البرصان الأشراف المذكورين ومن آباء القبائل والعمائر يربوع بن حنظلة بن مالك التميمي».

## نسبه
- هو يربوع بن حنظلة بن مالك بن زيد مناة بن تميم [2]
- أمه جندلة بنت فهر بن مالك بن قريش بن كنانة[3]

## زوجاته وأولاده
كان له ثمانية أولاد وأربع زوجات:
- أم قتال بنت عبد الله بن عمرو بن لؤي التيمية من تيم الرباب وولدت له: رياح بن يربوع.
- السعفاء بنت غنم بن قتيبة الباهلية وولدت له: ثعلبة بن يربوع، والحارث بن يربوع، وصُبَير بن يربوع.
- رقاش بنت شهبرة بن قيس التميمية وولدت له: غُدَانة بن يربوع، وكليب بن يربوع.
- الحرام بنت زيد بن بشة التميمية وولدت له: العنبر بن يربوع، وزيد بن يربوع.

## شعره
قال يربوع بن حنظلة التميمي يرثي أخاه لأمه مازن بن مالك بن عمرو بن تميم بن مر: